# Conjugaison espagnole

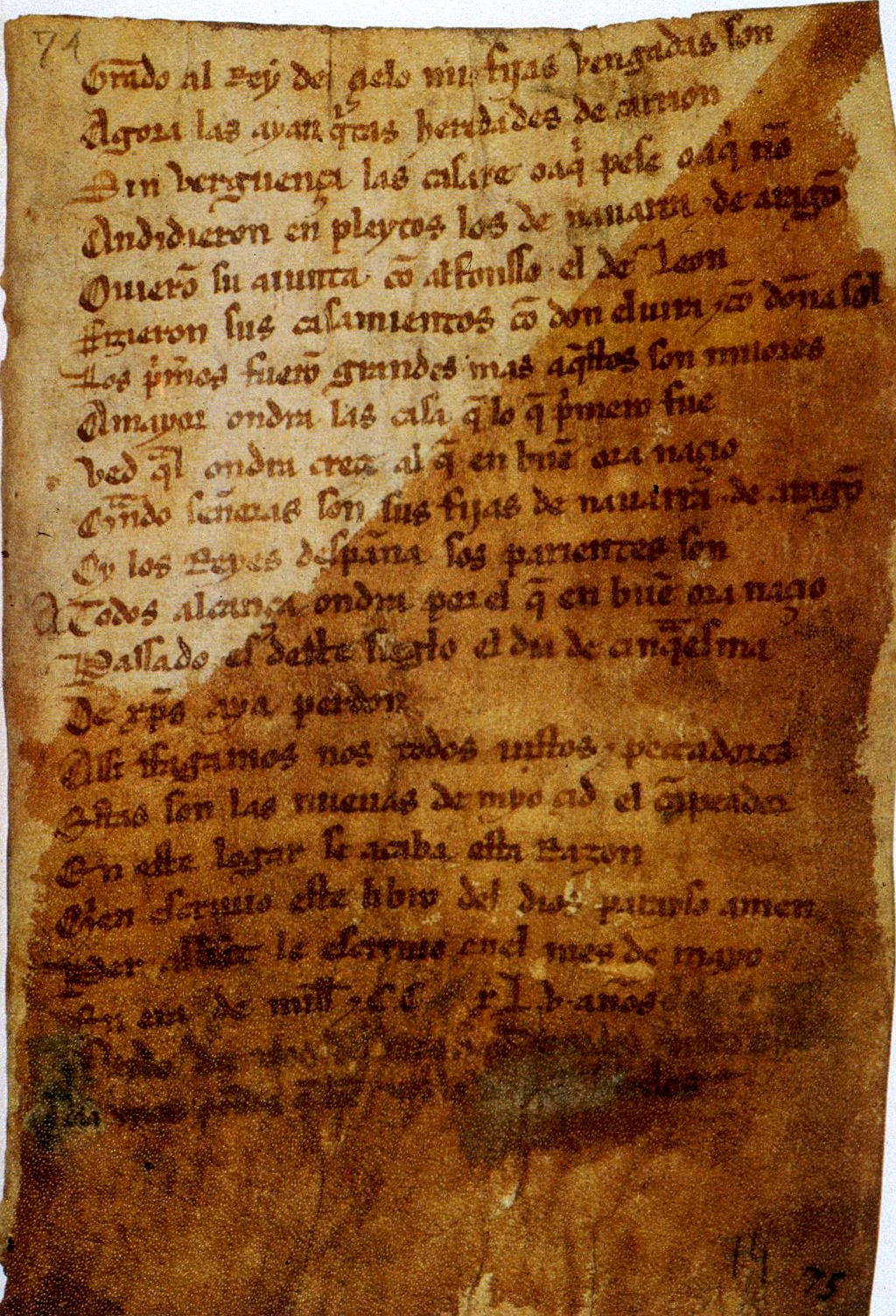
Folio 74 recto du Cantar de mio Cid. Dans la 5ème ligne à la fin, vous pouvez lire l'explicite « Celui qui a écrit ce livre de Dieu paradis, amen / Per Abbat lui a écrit au mois de mai de l'ère de mille ans. Années CC XLV", vv. 3731-3732.

Dans la conjugaison espagnole, il existe trois groupes de verbes réguliers ainsi que des verbes irréguliers.

## Premier groupe: verbes en-ar, comme (amar, aimer)
| Non-finite (Formas no personales)                     | (masc. sing., fem. sing., masc. pl., fem pl.) | (masc. sing., fem. sing., masc. pl., fem pl.) | (masc. sing., fem. sing., masc. pl., fem pl.) | (masc. sing., fem. sing., masc. pl., fem pl.) | (masc. sing., fem. sing., masc. pl., fem pl.) | (masc. sing., fem. sing., masc. pl., fem pl.) | (masc. sing., fem. sing., masc. pl., fem pl.) |
| ----------------------------------------------------- | --------------------------------------------- | --------------------------------------------- | --------------------------------------------- | --------------------------------------------- | --------------------------------------------- | --------------------------------------------- | --------------------------------------------- |
| Infinitif (Infinitivo)                                | amar                                          | amar                                          | amar                                          | amar                                          | amar                                          | amar                                          | amar                                          |
| Gérondif (Gerundio)                                   | amando                                        | amando                                        | amando                                        | amando                                        | amando                                        | amando                                        | amando                                        |
| Participe passé (Participio)                          | amado (amado, amada, amados, amadas)          | amado (amado, amada, amados, amadas)          | amado (amado, amada, amados, amadas)          | amado (amado, amada, amados, amadas)          | amado (amado, amada, amados, amadas)          | amado (amado, amada, amados, amadas)          | amado (amado, amada, amados, amadas)          |
| Indicatif (Indicativo)                                | yo                                            | tú                                            | vos                                           | él /ella/ usted                               | nosotros                                      | vosotros                                      | ellos / ellas/ustedes                         |
| Présent (Presente)                                    | amo                                           | amas                                          | amás                                          | ama                                           | amamos                                        | amáis                                         | aman                                          |
| Imparfait (Pretérito imperfecto ou copretérito)       | amaba                                         | amabas                                        | amabas                                        | amaba                                         | amábamos                                      | amabais                                       | amaban                                        |
| Passé simple (Pretérito perfecto simple ou Pretérito) | amé                                           | amaste (1)                                    | amaste (2)                                    | amó                                           | amamos                                        | amasteis                                      | amaron                                        |
| Futur (Futuro simple ou Futuro)                       | amaré                                         | amarás                                        | amarás                                        | amará                                         | amaremos                                      | amaréis                                       | amarán                                        |
| Conditionnel (Condicional simple ou Pospretérito)     | yo                                            | tú                                            | vos                                           | él / ella/usted                               | nosotros                                      | vosotros                                      | ellos /ellas/ ustedes                         |
|                                                       | amaría                                        | amarías                                       | amarías                                       | amaría                                        | amaríamos                                     | amaríais                                      | amarían                                       |
| Subjonctif (Subjuntivo)                               | yo                                            | tú                                            | vos                                           | él /ella/ usted                               | nosotros                                      | vosotros                                      | ellos /ellas/ ustedes                         |
| Présent (Presente)                                    | ame                                           | ames                                          | ames (3)                                      | ame                                           | amemos                                        | améis                                         | amen                                          |
| Imparfait 1 (Pretérito imperfecto ou Pretérito)       | amara                                         | amaras                                        | amaras                                        | amara                                         | amáramos                                      | amarais                                       | amaran                                        |
| Imparfait 2                                           | amase                                         | amases                                        | amases                                        | amase                                         | amásemos                                      | amaseis                                       | amasen                                        |
| Futur (Futuro simple ou Futuro)                       | amare                                         | amares                                        | amares                                        | amare                                         | amáremos                                      | amareis                                       | amaren                                        |
| Impératif (Imperativo)                                |                                               | tú                                            | vos                                           | usted                                         | nosotros                                      | vosotros                                      | ustedes                                       |
| affirmatif                                            |                                               | ama                                           | amá                                           | ame                                           | amemos                                        | amad (4)                                      | amen                                          |
| négatif                                               |                                               | no ames                                       | no ames (3)                                   | no ame                                        | no amemos                                     | no améis                                      | no amen                                       |

## Deuxième groupe: verbes en-er, comme (temer, avoir peur)
| Non-finite      | masc. sing., fem. sing., masc. pl., fem pl.) | masc. sing., fem. sing., masc. pl., fem pl.) | masc. sing., fem. sing., masc. pl., fem pl.) | masc. sing., fem. sing., masc. pl., fem pl.) | masc. sing., fem. sing., masc. pl., fem pl.) | masc. sing., fem. sing., masc. pl., fem pl.) | masc. sing., fem. sing., masc. pl., fem pl.) |
| --------------- | -------------------------------------------- | -------------------------------------------- | -------------------------------------------- | -------------------------------------------- | -------------------------------------------- | -------------------------------------------- | -------------------------------------------- |
| Infinitif       | temer                                        | temer                                        | temer                                        | temer                                        | temer                                        | temer                                        | temer                                        |
| Gérondif        | temiendo                                     | temiendo                                     | temiendo                                     | temiendo                                     | temiendo                                     | temiendo                                     | temiendo                                     |
| Participe passé | temido (temido, temida, temidos, temidas)    | temido (temido, temida, temidos, temidas)    | temido (temido, temida, temidos, temidas)    | temido (temido, temida, temidos, temidas)    | temido (temido, temida, temidos, temidas)    | temido (temido, temida, temidos, temidas)    | temido (temido, temida, temidos, temidas)    |
| Indicatif       | yo                                           | tú                                           | vos                                          | él / usted                                   | nosotros                                     | vosotros                                     | ellos / ustedes                              |
| Présent         | temo                                         | temes                                        | temés                                        | teme                                         | tememos                                      | teméis                                       | temen                                        |
| Imparfait       | temía                                        | temías                                       | temías                                       | temía                                        | temíamos                                     | temíais                                      | temían                                       |
| Passé simple    | temí                                         | temiste (1)                                  | temiste (2)                                  | temió                                        | temimos                                      | temisteis                                    | temieron                                     |
| Futur           | temeré                                       | temerás                                      | temerás                                      | temerá                                       | temeremos                                    | temeréis                                     | temerán                                      |
| Conditionnel    | yo                                           | tú                                           | vos                                          | él / usted                                   | nosotros                                     | vosotros                                     | ellos / ustedes                              |
|                 | temería                                      | temerías                                     | temerías                                     | temería                                      | temeríamos                                   | temeríais                                    | temerían                                     |
| Subjonctif      | yo                                           | tú                                           | vos                                          | él / usted                                   | nosotros                                     | vosotros                                     | ellos / ustedes                              |
| Présent         | tema                                         | temas                                        | temas (3)                                    | tema                                         | temamos                                      | temáis                                       | teman                                        |
| Imparfait 1     | temiera                                      | temieras                                     | temieras                                     | temiera                                      | temiéramos                                   | temierais                                    | temieran                                     |
| Imparfait 2     | temiese                                      | temieses                                     | temieses                                     | temiese                                      | temiésemos                                   | temieseis                                    | temiesen                                     |
| Futur           | temiere                                      | temieres                                     | temieres                                     | temiere                                      | temiéremos                                   | temiereis                                    | temieren                                     |
| Impérative      |                                              | tú                                           | vos                                          | usted                                        | nosotros                                     | vosotros                                     | ustedes                                      |
| affirmatif      |                                              | teme                                         | temé                                         | tema                                         | temamos                                      | temed (4)                                    | teman                                        |
| négative        |                                              | no temas                                     | no temas (3)                                 | no tema                                      | no temamos                                   | no temáis                                    | no teman                                     |

## Troisième groupe: verbes en-ir, comme (partir, partir)
| Non-finite      | (masc. sing., fem. sing., masc. pl., fem pl.)  | (masc. sing., fem. sing., masc. pl., fem pl.)  | (masc. sing., fem. sing., masc. pl., fem pl.)  | (masc. sing., fem. sing., masc. pl., fem pl.)  | (masc. sing., fem. sing., masc. pl., fem pl.)  | (masc. sing., fem. sing., masc. pl., fem pl.)  | (masc. sing., fem. sing., masc. pl., fem pl.)  |
| --------------- | ---------------------------------------------- | ---------------------------------------------- | ---------------------------------------------- | ---------------------------------------------- | ---------------------------------------------- | ---------------------------------------------- | ---------------------------------------------- |
| Infinitif       | partir                                         | partir                                         | partir                                         | partir                                         | partir                                         | partir                                         | partir                                         |
| Gérondif        | partiendo                                      | partiendo                                      | partiendo                                      | partiendo                                      | partiendo                                      | partiendo                                      | partiendo                                      |
| Participe passé | partido (partido, partida, partidos, partidas) | partido (partido, partida, partidos, partidas) | partido (partido, partida, partidos, partidas) | partido (partido, partida, partidos, partidas) | partido (partido, partida, partidos, partidas) | partido (partido, partida, partidos, partidas) | partido (partido, partida, partidos, partidas) |
| Indicatif       | yo                                             | tú                                             | vos                                            | él / usted                                     | nosotros                                       | vosotros                                       | ellos / ustedes                                |
| Présent         | parto                                          | partes                                         | partís                                         | parte                                          | partimos                                       | partís                                         | parten                                         |
| Imparfait       | partía                                         | partías                                        | partías                                        | partía                                         | partíamos                                      | partíais                                       | partían                                        |
| Passé simple    | partí                                          | partiste (1)                                   | partiste (1) (2)                               | partió                                         | partimos                                       | partisteis                                     | partieron                                      |
| Futur           | partiré                                        | partirás                                       | partirás                                       | partirá                                        | partiremos                                     | partiréis                                      | partirán                                       |
| Conditionnel    | yo                                             | tú                                             | vos                                            | él / usted                                     | nosotros                                       | vosotros                                       | ellos / ustedes                                |
|                 | partiría                                       | partirías                                      | partirías                                      | partiría                                       | partiríamos                                    | partiríais                                     | partirían                                      |
| Subjonctif      | yo                                             | tú                                             | vos                                            | él / usted                                     | nosotros                                       | vosotros                                       | ellos / ustedes                                |
| Présent         | parta                                          | partas                                         | partas (3)                                     | parta                                          | partamos                                       | partáis                                        | partan                                         |
| Imparfait 1     | partiera                                       | partieras                                      | partieras                                      | partiera                                       | partiéramos                                    | partierais                                     | partieran                                      |
| Imparfait 2     | partiese                                       | partieses                                      | partieses                                      | partiese                                       | partiésemos                                    | partieseis                                     | partiesen                                      |
| Futur           | partiere                                       | partieres                                      | partieres                                      | partiere                                       | partiéremos                                    | partiereis                                     | partieren                                      |
| Impératif       |                                                | tú                                             | vos                                            | usted                                          | nosotros                                       | vosotros                                       | ustedes                                        |
| affirmatif      |                                                | parte                                          | partí                                          | parta                                          | partamos                                       | partid (4)                                     | partan                                         |
| négatif         |                                                | no partas                                      | no partas (3)                                  | no parta                                       | no partamos                                    | no partáis                                     | no partan                                      |

## ser, être (en essence)
| Non-finite      |        |         |                   |           |                    |                    |                |
| --------------- | ------ | ------- | ----------------- | --------- | ------------------ | ------------------ | -------------- |
| Infinitif       | ser    | ser     | ser               | ser       | ser                | ser                | ser            |
| Gérondif        | siendo | siendo  | siendo            | siendo    | siendo             | siendo             | siendo         |
| Participe passé | sido   | sido    | sido              | sido      | sido               | sido               | sido           |
| Indicatif       | yo     | tú      | vos               | él /usted | nosotros           | vosotros           | ellos /ustedes |
| Présent         | soy    | eres    | sos               | es        | somos              | sois               | son            |
| Imparfait       | era    | eras    | eras              | era       | éramos             | erais              | eran           |
| Passé simple    | fui    | fuiste  | fuistes / fuiste  | fue       | fuimos             | fuisteis           | fueron         |
| Futur           | seré   | serás   | serás             | será      | seremos            | seréis             | serán          |
| Conditionnel    | yo     | tú      | vos               | él /usted | nosotros           | vosotros           | ellos /ustedes |
|                 | sería  | serías  | serías            | sería     | seríamos           | seríais            | serían         |
| Subjonctif      | yo     | tú      | vos               | él /usted | nosotros /nosotras | vosotros /vosotras | ellos /ustedes |
| Présent         | sea    | seas    | seás / seas       | sea       | seamos             | seáis              | sean           |
| Imparfait 1     | fuera  | fueras  | fueras            | fuera     | fuéramos           | fuerais            | fueran         |
| Imparfait 2     | fuese  | fueses  | fueses            | fuese     | fuésemos           | fueseis            | fuesen         |
| Futur           | fuere  | fueres  | fueres            | fuere     | fuéremos           | fuereis            | fueren         |
| Impératif       |        | tú      | vos               | usted     | nosotros           | vosotros           | ustedes        |
| Affirmatif      |        | sé      | sé                | sea       | seamos             | sed                | sean           |
| Négatif         |        | no seas | no seás / no seas | no sea    | no seamos          | no seáis           | no sean        |

## estar, être (dans un état)
| Non-finite      |         |           |                   |           |                    |                    |                |
| --------------- | ------- | --------- | ----------------- | --------- | ------------------ | ------------------ | -------------- |
| Infinitif       | estar   | estar     | estar             | estar     | estar              | estar              | estar          |
| Gérondif        | estando | estando   | estando           | estando   | estando            | estando            | estando        |
| Participe passé | estado  | estado    | estado            | estado    | estado             | estado             | estado         |
| Indicatif       | yo      | tú        | vos               | él /usted | nosotros           | vosotros           | ellos /ustedes |
| Présent         | estoy   | estas     | estas             | esta      | estamos            | estais             | estan          |
| Imparfait       | estaba  | estabas   | estabas           | estaba    | estabamos          | estabais           | estaban        |
| Passé simple    | estuve  | estuviste | su estuviste      | estuvo    | estuvimos          | estuvistéis        | estuvierion    |
| Futur           | estaré  | estaras   | estaras           | estara    | estaremos          | estaréis           | estaran        |
| Conditionnel    | yo      | tú        | vos               | él /usted | nosotros           | vosotros           | ellos /ustedes |
|                 | estaría | estarías  | estarías          | estaría   | estaríamos         | estaríais          | estarían       |
| Subjonctif      | yo      | tú        | vos               | él /usted | nosotros /nosotras | vosotros /vosotras | ellos /ustedes |
| Présent         | esté    | estés     | esté / estés      | esté      | estemos            | estéis             | Estén          |
| Imparfait 1     | fuera   | fueras    | fueras            | fuera     | fuéramos           | fuerais            | fueran         |
| Imparfait 2     | fuese   | fueses    | fueses            | fuese     | fuésemos           | fueseis            | fuesen         |
| Futur           | fuere   | fueres    | fueres            | fuere     | fuéremos           | fuereis            | fueren         |
| Impératif       |         | tú        | vos               | usted     | nosotros           | vosotros           | ustedes        |
| Affirmatif      |         | sé        | sé                | sea       | seamos             | sed                | sean           |
| Négatif         |         | no seas   | no seás / no seas | no sea    | no seamos          | no seáis           | no sean        |